# آرتور بیتمن (بازیکن فوتبال، زاده ۱۹۱۸)
آرتور بیتمن (انگلیسی: Arthur Bateman; ۱۲ ژوئن ۱۹۱۸ – نوامبر ۱۹۸۴ (age 66)) بازیکن فوتبال اهل بریتانیا بود.
از باشگاه‌هایی که در آن بازی کرده‌است می‌توان به باشگاه فوتبال کرو آلکساندرا، باشگاه فوتبال نورتویچ ویکتوریا، و باشگاه فوتبال پورت ویل اشاره کرد.